# V Australia (equipo ciclista)
V Australia fue un equipo ciclista australiano de categoría Continental. La estructura intentó crear para 2011 el primer equipo UCI ProTour australiano, bajo el nombre Pegasus Sports, aunque el proyecto resultó fallido.

### Fly V Australia

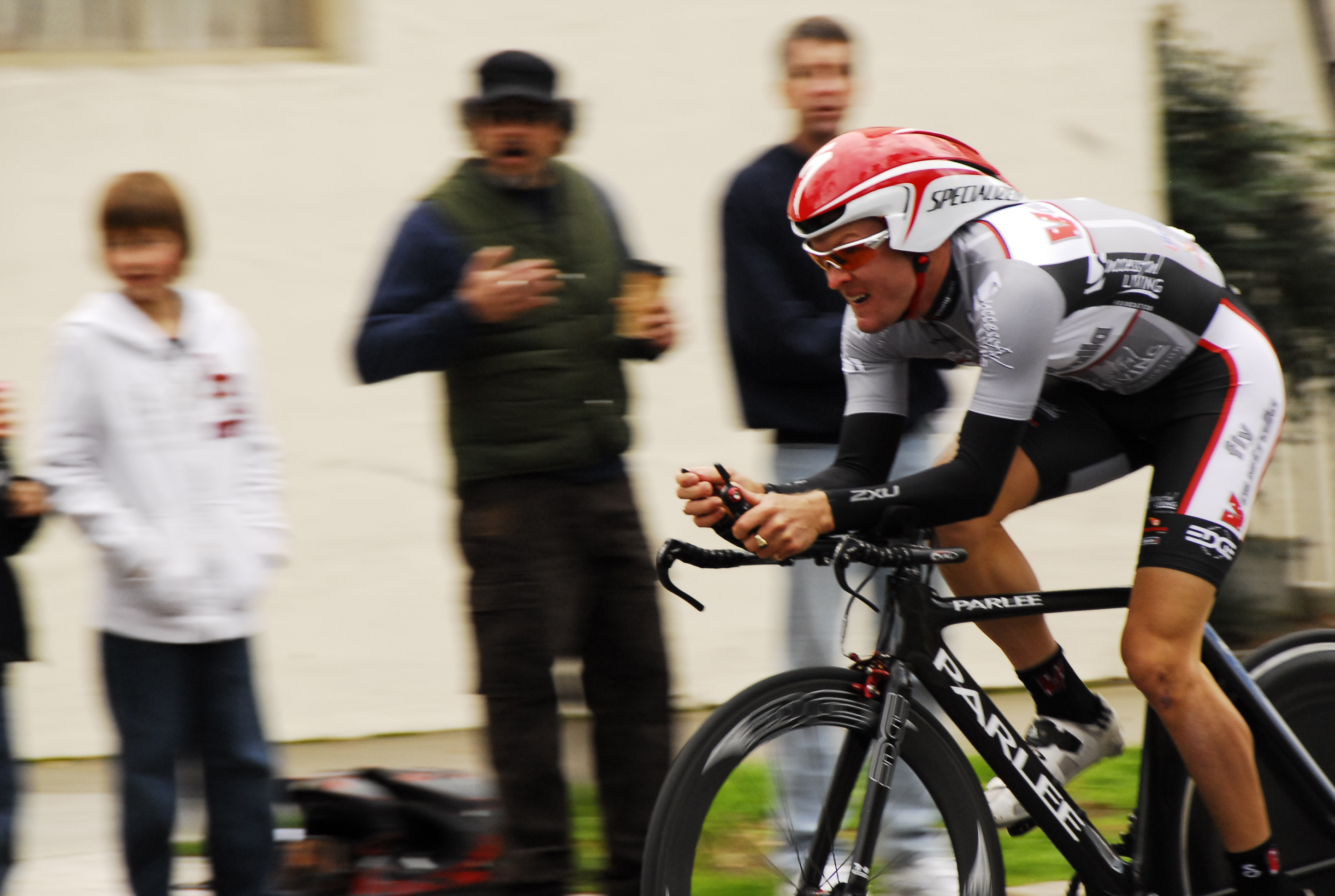
Bernard Sulzberger en el Tour de California 2009.

## Historia

### Pegasus Sports, proyecto fallido
Pegasus Sports fue el nombre del proyecto de equipo ciclista que la estructura de la formación intentó poner en marcha de cara a la temporada 2011 tomando como base la estructura del modesto equipo Fly V Australia, de categoría Continental. La idea original de sus impulsores era contar obtener una licencia de categoría UCI ProTeam para su temporada de debut, en lo que sería el primer equipo australiano de la máxima categoría.
La escuadra anunció que en el equipo correrían entre otros Robbie McEwen, Robert Hunter, Svein Tuft, Daryl Impey y Christian Knees, así como ocho corredores procedentes del Fly V Australia. El equipo anunció asimismo quiénes serían sus directores.
Sin embargo finalmente la UCI no lo incluyó entre los 18 equipos seleccionados como ProTeam, y posteriormente tampoco entre los equipos de categoría Profesional Continental. Debido a ello la escuadra solo podía aspirar a correr como CContinental, la categoría más baja del escalafón.
Ante esa situación los principales nombres del equipo para la siguiente temporada se incorporaron a otras escuadras. Así, el llamado a ser jefe de filas McEwen pasó al RadioShack.
La estructura de Pegasus Sports iba a contar asimismo con un equipo femenino y dos equipos masculinos filiales del principal localizados en Australia y Estados Unidos. Sin embargo, al no poder crear un equipo masculino potente dichos proyectos fueron cancelados, integrándose los restos de Pegasus Sports en el V Australia, el modesto equipo original que iba a ser su filial, anulándose todos los contratos del Pegasus.

### Vuelta a los orígenes
Para poder competir con normalidad a lo largo de la temporada 2011, ya que solo tenían siete corredores en el que en principio iba a ser un equipo filial, en mayo ficharon a seis corredores algunos de los cuales ya estuvieron en el proyecto inicial del Pegasus y no lograron encontrar otro equipo. Debido a ello su primera carrera oficial profesional de la temporada 2011 como equipo fue el TD Bank International Cycling Championship (a principios de junio), si bien algunos corredores ya habían disputado diversas carreras profesionales con algunas selecciones o combinados. Poco después, el 2 de julio, consiguieron su primera victoria por parte del esprínter Aaron Kemps en la 1.ª etapa de la Vuelta al Lago Qinghai.

## Material ciclista
El equipo utiliza bicicletas Scott. Anteriormente utilizó bicicletas De Rosa (2010) y Parlee (2009).

## Sede
El equipo tiene su sede en Indooroopilly, localizado en las afueras de Brisbane (Queensland, Australia).

## Clasificaciones UCI
A partir de 2005 la UCI instauró los Circuitos Continentales UCI, donde el equipo está desde que se creó en 2009, registrado dentro del UCI Oceania Tour. Estando en las clasificaciones del UCI Africa Tour Ranking, UCI América Tour Ranking, UCI Asia Tour Ranking y UCI Oceania Tour Ranking. Las clasificaciones del equipo y de su ciclista más destacado son las siguientes:
| Temporada                | Clasificación por equipos | Mejor corredor en la clasificación individual | Posición |
| 2008-2009 (America Tour) | 17.º                      | Charles Dionne                                | 70.º     |
| 2008-2009 (Oceania Tour) | 11.º                      | Benjamin Day                                  | 10.º     |
| 2009-2010 (Africa Tour)  | 5.º                       | Jay Robert Thomson                            | 8.º      |
| 2009-2010 (America Tour) | 6.º                       | Benjamin Day                                  | 16.º     |
| 2009-2010 (Asia Tour)    | 18.º                      | David Tanner                                  | 50.º     |
| 2009-2010 (Oceania Tour) | 2.º                       | Jonathan Cantwell                             | 3.º      |
| 2010-2011 (America Tour) | 26.º                      | Darren Rolfe                                  | 218.º    |
| 2010-2011 (Asia Tour)    | 15.º                      | Johnnie Walker                                | 40.º     |
| 2010-2011 (Oceania Tour) | 7.º                       | Bernard Sulzberger                            | 10.º     |

## Palmarés

### Palmarés 2011
Circuito Continental
| Fechas           | Carreras                               | Ganador     |
| 1 de julio       | 1.ª etapa de la Vuelta al Lago Qinghai | Aaron Kemps |
| 20 de septiembre | 9.ª etapa del Tour de China            | Aaron Kemps |
| 3 de noviembre   | 3.ª etapa del Tour del Lago Taihu      | Aaron Kemps |

## Plantilla

### Plantilla 2011
| Nombre             | Nacimiento | Nacionalidad   | Equipo 2010                              |
| Hayden Brooks      | 12/05/1986 | Australia      | Fly V Australia                          |
| Jonathan Cantwell  | 08/01/1982 | Australia      | Fly V Australia                          |
| Zachary Davies     | 17/02/1985 | Estados Unidos | Fly V Australia                          |
| Michael Freiberg   | 10/10/1990 | Australia      | Team Jayco-AIS                           |
| Aaron Kemps        | 10/09/1983 | Australia      | Fly V Australia                          |
| Scott Law          | 09/03/1991 | Australia      | Neoprofesional                           |
| Peter McDonald     | 22/09/1978 | Australia      | Drapac-Porsche Cycling                   |
| Cameron Peterson   | 04/12/1983 | Australia      | Neoprofesional                           |
| Darren Rolfe       | 11/11/1981 | Australia      | Fly V Australia                          |
| Taylor Shelden     | 31/03/1987 | Estados Unidos | Neoprofesional                           |
| Sean Sullivan      | 18/08/1978 | Australia      | Toyota-United Pro Cycling Team (en 2008) |
| Bernard Sulzberger | 05/12/1983 | Australia      | Fly V Australia                          |
| Johnnie Walker     | 17/03/1987 | Australia      | Footon-Servetto                          |
| Nicholas Walker    | 13/09/1988 | Australia      | Cinelli-Down Under (en 2009)             |
| Chris Winn         | 12/03/1984 | Australia      | Neoprofesional                           |

1. 1 2 3 4 5 6  Desde el 20 de mayo.
2. ↑  Desde el 15 de febrero.
3. ↑  Hasta el 31 de mayo.